# عبد العزيز بن إدريس بن حسن بن أبي نمي
عبد العزيز بن إدريس بن حسن بن أبي نميي كان حاكمًا مشاركًا لشرافة مكة مع ابن عمه نامي بن عبد المطلب لمدة ثلاثة أشهر في عام 1632 م.
وبعد أن استولى نامي على مكة يوم الأربعاء 17 آذار 1632 م (25 شعبان 1041 هـ) عَيّن عبد العزيز شريكًا له. وكان لعبد العزيز ربع الإمارة، ولم يرد اسمه في الدعاء في الخطبة.
فرّ عبد العزيز من مكة مع نامي يوم الثلاثاء 22 حزيران 1632 (4 ذي الحجة). وفي طريقهم إلى حصن التربة انفصل عن الجماعة وذهب إلى ينبع.
تُوفي بالطاعون في مصر سنة 1652-1653 (1063 هـ).

## ملحوظات
1. ↑  de Zambaur 1927، صفحة 22.
2. ↑  al-Ghāzī 2009، صفحة 402.
3. ↑  Uzunçarşılı 2003، صفحة 146.
4. ↑  al-Sinjārī 1998، صفحات 144–145.
5. ↑  al-Sinjārī 1998، صفحات 154–155.
6. ↑  al-Ghāzī 2009، صفحات 404–405.
7. ↑  Daḥlan 2007، صفحة 159.